# Benevento (tỉnh)
Tỉnh Benevento (Tiếng Ý: Provincia di Benevento) là một tỉnh ở vùng Campania của Ý. Tỉnh lỵ là thành phố Benevento.
Tỉnh này có diện tích 2.071 km², tổng dân số là 289.455 (2005). Có 78 đô thị (danh từ số ít tiếng Ý:comune) ở trong tỉnh này  Lưu trữ ngày 7 tháng 8 năm 2007 tại Wayback Machine, xem Các đô thị tỉnh Benevento.
Lãn thổ tỉnh này gần như trùng với Công quốc Benevento giữa và cuối thế kỷ 11.